# Wilf Mannion
Wilfred James Mannion (ur. 16 maja 1918 w South Bank  – zm. 14 kwietnia 2000 w Teesside) – angielski piłkarz występujący podczas kariery na pozycji napastnika.

## Kariera klubowa
Wilf Mannion prawie całą piłkarską karierę spędził w Middlesbrough, w którym występował w latach 1936-1954. Ogółem w barwach Boro rozegrał 368 spotkań, w których zdobył 101 bramek. W latach 1954–1956 występował w drugoligowym Hull City. Potem występował jeszcze w amatorskich Cambridge United i Poole Town.
| Sezon   | Klub               | Kraj   | Rozgrywki    | Mecze | Bramki |
| ------- | ------------------ | ------ | ------------ | ----- | ------ |
| 1936/37 | Middlesbrough F.C. | Anglia | Division One | 2     | 0      |
| 1937/38 | Middlesbrough F.C. | Anglia | Division One | 22    | 4      |
| 1938/39 | Middlesbrough F.C. | Anglia | Division One | 38    | 14     |
| 1939/40 | Middlesbrough F.C. | Anglia | Division One | 3     | 0      |
| 1946/47 | Middlesbrough F.C. | Anglia | Division One | 37    | 18     |
| 1947/48 | Middlesbrough F.C. | Anglia | Division One | 35    | 1      |
| 1948/49 | Middlesbrough F.C. | Anglia | Division One | 17    | 4      |
| 1949/50 | Middlesbrough F.C. | Anglia | Division One | 38    | 6      |
| 1950/51 | Middlesbrough F.C. | Anglia | Division One | 35    | 14     |
| 1951/52 | Middlesbrough F.C. | Anglia | Division One | 39    | 11     |
| 1952/53 | Middlesbrough F.C. | Anglia | Division One | 41    | 19     |
| 1953/54 | Middlesbrough F.C. | Anglia | Division One | 37    | 9      |
| 1954/55 | Hull City A.F.C.   | Anglia | Division Two | 16    | 1      |

## Kariera reprezentacyjna
W reprezentacji Anglii Mannion zadebiutował 28 września 1946 w wygranym 7-2 meczu w British Home Championship z Irlandią Północną, w którym w 7, 28 i 61 min. wpisał się na listę strzelców. Uczestniczył w mistrzostwach świata. Na turnieju w Brazylii wystąpił w dwóch meczach: z Chile (bramka w 51 min.) i USA. Ostatni raz w reprezentacji wystąpił 3 października 1951 w zremisowanym 2-2 towarzyskim meczu z Francją. Ogółem w reprezentacji rozegrał 26 spotkań, w których zdobył 11 bramek.